# Erromenus bibulus
Erromenus bibulus là một loài tò vò trong họ Ichneumonidae.